# Lill-Rödtjärnen (Trehörningsjö socken, Ångermanland)
Lill-Rödtjärnen är en sjö i Örnsköldsviks kommun i Ångermanland och ingår i Husåns huvudavrinningsområde.